# Alexandre de Jülich
Alexandre I de Jülich (nascut el ? - mort a Lieja, 6 de juliol de 1135) fou príncep-bisbe del principat de Lieja de 1128 a 1135. Alexandre era un fill del comte Gerard III de Jülich.
A la mort d'Otbert de Lieja el 1119, quan encara era ardiaca al capítol de Sant Lambert va temptar una primera vegada d'obtenir el càrrec. Va ser elegit pel poble i va pagar 7.000 lliures a l'emperador Enric V. Però Enric V acabà d'ésser excomunicat i el capítol annul·là l'elecció i elegí Frederic de Namur. Va resistir des de Huy però Frederic amb l'ajut de son germà Albert II, comte de Namur va vèncer-lo i Alexandre va haver de sotmetre's. Després de la mort per enverinament de Frederic, tornà a temptar però va ser Alberó I que va guanyar el sufragi. Al tercer cop, el 1228 finalment va obtenir el bàcul aspirat des de tants anys.
Durant la guerra entre Godofreu I de Lovaina i Walerà I de Limburg va triar el camp de Walerà. Junts van assetjar el comtat de Duras a prop de Sint-Truiden a la frontera del ducat de Brabant i el comtat de Loon. El comte de Lovaina va aliar-se amb Teodoric d'Alsàcia, el comte de Flandes i el setge va terminar-se de manera indecisa. El 7 d'agost de 1129 Alexandre va guanyar la batalla de Wilderen, ajudat pel comte de Loon.
El 22 de març de 1131 organitzà una trobada solemne a la catedral de Sant Lambert de Lieja amb l'emperador Lotari II, el papa Innocenci II, Bernat de Claravall i 32 bisbes més. Malgrat l'admiració papal per a la seva valença a les batalles, en ésser acusat de simonia el concili de Pisa va destituir-lo el 1135. Alexandre va retreure's a l'Abadia de Sant Gil, a la qual va morir el proper 6 de juliol.